# Espiñeiros (Allariz)
Espiñeiros (llamada oficialmente San Breixo dos Espiñeiros) es una parroquia y un lugar español del municipio de Allariz, en la provincia de Orense, Galicia.

## Toponimia
La parroquia también es conocida por los nombres de San Breixo de Espiñeiros y San Verísimo de Espiñeiros.

## Organización territorial
La parroquia está formada por cinco entidades de población:
- As Casas Novas
- Espiñeiros (Os Espiñeiros)
- Rubiás
- Santo Estevo
- Vilar de Flores

## Demografía

### Parroquia
| Gráfica de evolución demográfica de Espiñeiros (parroquia) entre 2000 y 2021 |
|                                                                              |
| Datos según el nomenclátor publicado por el INE.                             |

### Lugar
| Gráfica de evolución demográfica de Espiñeiros (lugar) entre 2000 y 2021 |
|                                                                          |
| Datos según el nomenclátor publicado por el INE.                         |